# Opuntia sulphurea
Opuntia sulphurea là một loài thực vật có hoa trong họ Cactaceae. Loài này được G. Don mô tả khoa học đầu tiên năm 1830.

## Hình ảnh

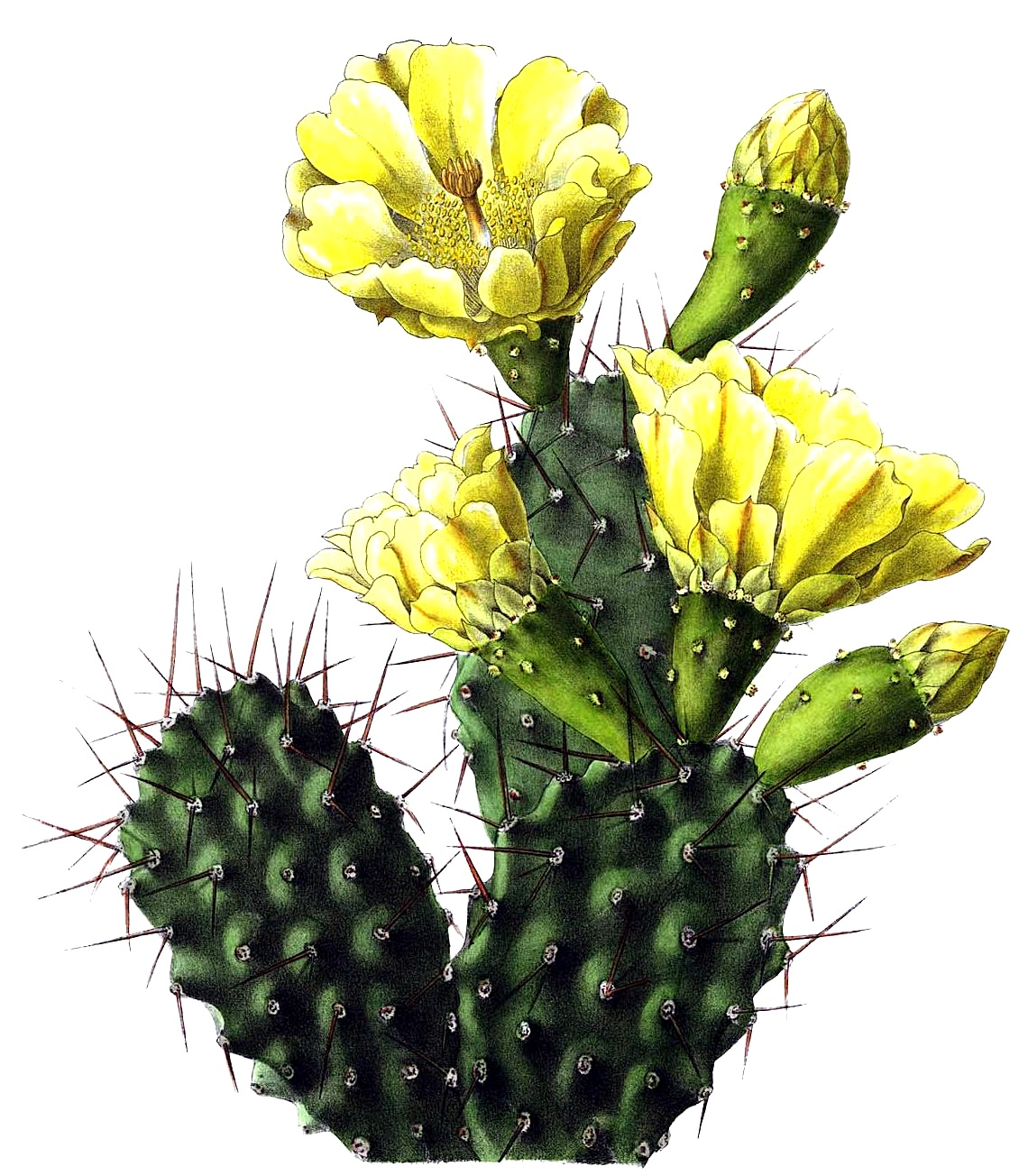
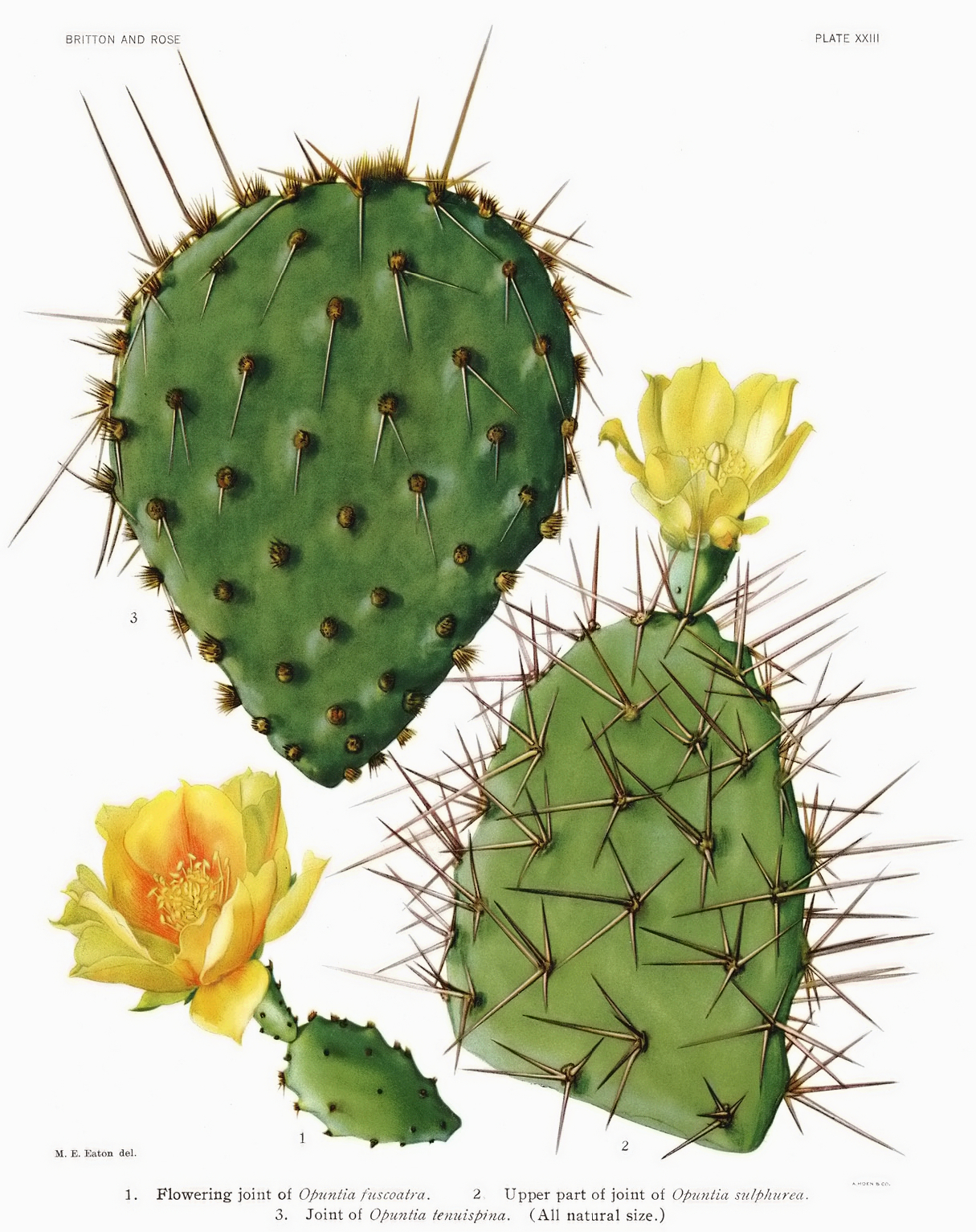